# Francisco Javier Iturrioz Herrero
Francisco Javier Iturrioz Herrero, actuellement retraité, a été un militant politique espagnol.
Dirigeant d'Euskadi ta Askatasuna (ETA) dans la première moitié des années 1960, a impulsé la première scission de cette organisation en 1965, à caractère « ouvriériste » et « españolista » par la voie officielle. Avec d'autres dissidents d'ETA, a d'abord été un des fondateurs d'EMK et du Mouvement Communiste, tous les deux dans le cadre de l'extrême gauche. Il a continué à se consacrer à l'activité politique, arrivant à être élu député dans le Congrès durant les premières années de la Transition espagnole. En 1990 il s'est tourné vers le Parti socialiste du Pays basque.

## Les débuts à l'ETA
Dans sa jeunesse il a fait partie d'EGI, l'organisation illégale de la jeunesse du Parti Nationaliste Basque en exil et qui était la seule organisation politique nationaliste qui a perduré à la dictature.
Plus tard il intègre l'ETA se constituant comme une organisation par une assemblée directrice collégiale formée en 1959 par Eneko Irigaray, López Dorronsoro, Alvarez Emparanza alias Txillardegi, Benito del Valle, J. Manuel Agirre, Julen Madariaga et Patxi Iturrioz lui-même.
Iturrioz, face aux détentions de nombreux membres de l'organisation pour avoir réalisé des tags nationalistes, a été nommé responsable de la "branche politique". Celle-ci concentrait la majorité des attributions qui jusqu'alors appartenaient à l'Exécutif, dont les membres se trouvaient en exil. Le Bureau Politique, authentique direction d'ETA à l'intérieur, a eu son siège à Saint-Sébastien. En 1963 Iturrioz a été arrêté et en 1964 il s'est exilé en Belgique où il supervisera, avec d'autres dirigeants, l'organisation après son interdiction de séjour en territoire français.

## L'idéologie ouvriériste
Dans la seconde moitié des années soixante, apparaît avec force un courant hétérodoxe influencé par le maoïsme, représenté en Espagne par les "Felipes" (de FLP, "Frente de Liberación Popular") et dans les provinces basques navarraises par Euskadiko Sozialisten Batasuna (ESBA). Cette nouvelle ligne de pensée agite l'atmosphère de la clandestinité espagnole.
Iturrioz a été le protagoniste principal représentant cette tendance à l'ETA et soumettait l'idéalisme nationaliste à la participation des luttes ouvrières qui durant ces années agitaient toute l'Espagne et qui avaient une virulence spéciale dans le Pays basque très industrialisé.
Les "ouvriéristes" considéraient la classe ouvrière comme principal moteur de la lutte contre la dictature, ce qui ne cessait pas de créer des frottements avec les secteurs les plus nationalistes, parce qu'ils ne différenciaient pas les basques et les espagnols. Ceci heurtait avec l'autre courant nationaliste radical qui voyait les espagnols comme ennemis de la nation basque.
Le Bureau Politique dirigé par Iturrioz a cherché des alliances avec des Commissions Ouvrières et d'autres forces sociales et politiques clandestines non nationalistes, tandis qu'il rejetait l'unité basquisante avec des secteurs du nationalisme liés à la bourgeoisie.
Ces idées, était trop révolutionnaires dans une organisation qui était principalement nationaliste bien qu'il ait incorporé des éléments idéologiques de gauche et ont provoqué une forte réaction pour les autres secteurs. Txillardegi, représentant du courant basquisant, également exilé en Belgique, a dénoncé qu'ETA cessait d'être une organisation patriotique pour se transformer en une organisation communiste classique. ETA était divisé idéologiquement et un mouvement interne s'est alors initié dont l'objectif était de supplanter les ouvriéristes.
La veille de la fin de la Ve Assemblée d'ETA, on a communiqué à Patxi Iturrioz la décision de procéder à son expulsion, proposition qui a été effectué par l'exécutif et a été ratifié dans la première session de l'assemblée, le 7 décembre 1966. Les ouvriéristes, vu que l'assemblée refusait la demande de défense d'Iturrioz, ont décidé de ne pas participer à celle-ci. Le reste du militantisme s'est maintenu dans cette dernière, a choisi un nouveau Comité Exécutif et a décidé de la convoquer à une seconde partie de l'assemblée, qui a eu lieu à Getaria (Guipuscoa) en mars 1967.
À cette époque, Etxabe, membre d'ETA Zaharra, déclarera plus tard à la revue Garaia (n.° 28, p. 9) :
Iturrioz estuvo en Bélgica en los años 64-65 y se volvió completamente marxista. El y Dorronsoro. Pero pienso que lo digirieron difícilmente. Llegaron a mantener posturas que, sobre todo entonces, eran inaceptables. Ya ni siquiera hablaban de Euskal Herria: "aquí no hay vascos ni españoles, hay obreros explotados", etc. Se pasaron al otro extremo. Iturrioz que era muy aparatero se rodeó de Del Río y gente de la misma línea y llegó al enfrentamiento. La dirección en aquella época estaba en Euskal Herria Norte y ellos en Euskal Herria Sur. Evidentemente llegaron a tener bastante fuerza, lo que nos obligó a pasar cierta gente al otro lado -Bareño, Bilbao, el mismo Eskubi- para contrarrestar la influencia de estos señores. Y llegó la V Asamblea que se celebró en dos partes. Y con ella, la escisión puesto que este grupo se mantenía en la misma postura: "Euskadi es una entelequia que nunca ha existido; sólo hay hombres oprimidos". Lo que nos mataba era que no hablasen igual en la margen izquierda de la ría que ellos creían su paraíso que en Ondarroa, por ejemplo. Ante esta maniobra, los expulsamos. Esta fue la primera escisión de ETA que dio lugar a ETA zaharra y ETA berri. En un principio no se veía cuál de las dos ETAS podía ganar. Desde el punto de vista del pueblo ETA nunca ha estado caracterizada por su ideología propiamente dicha, sino por su espíritu de lucha por nuestro país. Y sucedió que ETA berri incluso dejó de llamarse ETA para pasar al de Movimiento Comunista u otros. Pero para entonces ya se había dado el salto. Se ha llegado a decir algo que sólo es cierto en algunos aspectos, que el problema nacional y el social son las dos caras de una misma moneda, lo que fue aceptado en esta V Asamblea. Así se ve clara la evolución: ETA movimiento de liberación nacional; ETA, movimiento socialista vasco. Poco a poco se irá dando el giro hasta llegar a la ETA actual.

## ETA Berri (1967)
Patxi Iturrioz et la minorité ouvriériste, étrangers à cette seconde partie de l'assemblée, ont déjà adopté le nom d'ETA Berri (Nouvelle ETA), raison pour laquelle le reste de l'organisation a été connu comme ETA Zaharra (Vieille ETA). ETA Berri a approfondi dans la ligne ouvriériste, en prenant part aux Commissions Ouvrières, dénonçant les aspects qu'il considérait plus réactionnaires et chauvinistes du nationalisme basque et en s'éloignant définitivement du monde du PNV, auquel appartenaient beaucoup de chefs d'entreprise basques.
En août 1968 ETA Berri a annoncé le changement de son nom par celui de Komunistak (les Communistes en basque), et par conséquent ETA Zaharra est devenu de nouveau ETA tout court.
Étant donné la scission d'ETA Berri, les ouvriéristes, appelés españolistes ou felipes ont fait l'objet d'un boycott personnel et politique de la part non seulement de l'environnement d'ETA. Patxi Iturrioz et Eugenio del Río, autre ouvriériste significatif et membre du Bureau Politique, ont aussi été condamnés à mort par la coupole d'ETA dans une réunion tenue à Tolosa (Guipuscoa), sentence qui n'a pas été exécutée.

## Militantisme communiste et Socialiste
Au début des années 1970 Komunistak (ETA Berri) s'est appelé Euskadiko Mugimendu Komunista (Mouvement Communiste d'Euskadi) (EMK), lequel, fusionnant avec de petits groupes communistes de toute l'Espagne a formé un parti fédéral appelé Mouvement Communiste (MC).
Entre 1968 et 1977 Iturrioz a vécu exilé en Allemagne. À son retour, il a pris part à la formation d'Euskadiko Ezkerra (EE), parti politique créé par des organisations et personnes dissidentes d'ETA, en particulier l'EMK et ETA politico-Militaire. Il a été second dans la liste de cette formation dans les élections générales de cette année pour la circonscription du Guipuscoa et député au Congrès (intégré dans le groupe mixte) pendant quelques mois, à la suite de la démission de son siège le tête de liste et seul député d'EE, Francisco Letamendia.
Patxi Iturrioz a été pendant des années la tête visible de l'EMK et, par conséquent, d'un des personnages les plus significatifs du MC, jusqu'à ce que l'EMK l'ait libéré de cette organisation fédérale qu'il avait contribué à former, en 1983.
En 1990 Patxi Iturrioz a rejoint le Parti Socialiste d'Euskadi, fédération basque du Parti Socialiste Ouvrier espagnol.

### Sources et bibliographie
- (es) Cet article est partiellement ou en totalité issu de l’article de Wikipédia en espagnol intitulé « Patxi Iturrioz » (voir la liste des auteurs).
- (fr) Jean Chalvidant, ETA : L'enquête, éd. Cheminements, coll. « Part de Vérité », octobre 2003, 426 p. (ISBN 978-2-84478-229-8)
- (es) José María Benegas, Diccionario de Terrorismo, Madrid, Espasa Calpe, coll. « Diccionario Espasa », novembre 2004, 920 p. (ISBN 978-84-670-1609-3)
- (fr) Jacques Massey, ETA : Histoire secrète d'une guerre de cent ans, Paris, Flammarion, coll. « EnQuête », février 2010, 386 p. (ISBN 978-2-08-120845-2)